# Castelul Bethlen Pal din Beclean
Castelul Bethlen Pal din Beclean este un monument istoric aflat pe teritoriul orașului Beclean, operă a arhitectului Mór Kallina. În Repertoriul Arheologic Național, monumentul apare cu codul 32492.